# Montreal (Tarragona)
Montreal (oficialmente en catalán Mont-ral) es un municipio y localidad española de la provincia de Tarragona, en la comunidad autónoma de Cataluña. El término municipal, ubicado en la comarca del Alto Campo, tiene una población de 184 habitantes (INE 2024).

## Toponimia
Antiguamente, hasta el censo de 1842 su nombre tradicional en castellano era Mont real, pásando después a llamarse Montreal, hasta la normalización lingüística de los topónimos catalanes y pasó a llamarse oficialmente Mont-ral.

## Geografía

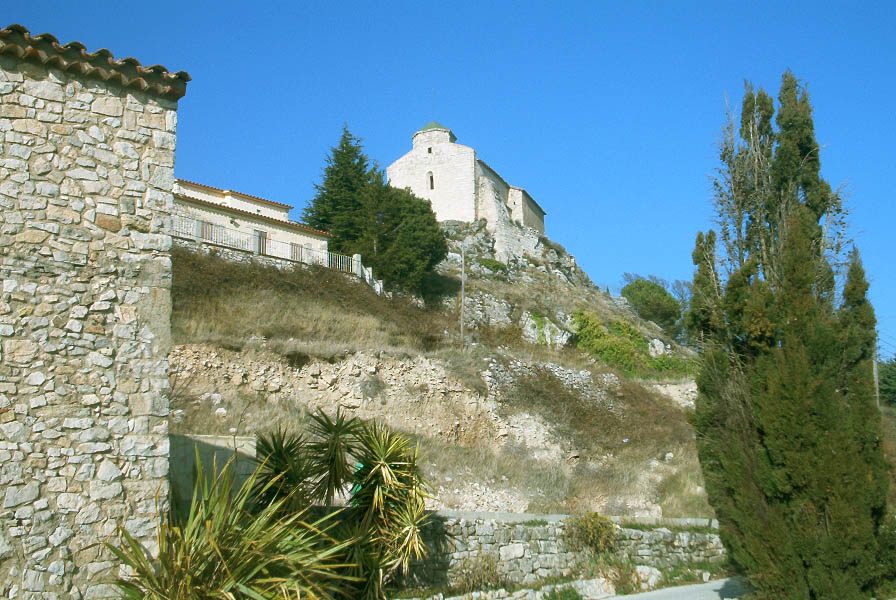
Iglesia de San Pedro.

Es un pequeño núcleo de población situado dentro de las montañas de Prades. Por Farena, localidad del término municipal de Montreal, pasa el río Brugent que es un afluente del río Francolí y que nace cerca de Capafons. A los pies de Montreal se extiende el valle del río de Glorieta, que es también afluente del Francolí. Al estar situado a gran altura (a una media de 888 m s. n. m.) permite ver gran parte del territorio formado por las comarcas del Alto Campo y del Tarragonés con el mar Mediterráneo en el horizonte.
El territorio comprende su cota más alta en 1075 m s. n. m. en el Puig Pelat y su cota más baja es de 375 m s. n. m., en el límite inferior del valle del río de la Glorieta.
El término municipal limita con los siguientes municipios:
| Montblanch        | Montblanch | La Riba |
| Prades y Capafons |            | Alcover |
| Vilaplana         | Vilaplana  | Alcover |

## Historia
A mediados del siglo XII pasaron a formar parte de los dominios de los condes de Barcelona después de reconquistar todo el territorio hasta Ciurana de Tarragona. Más adelante, pasaron a formar parte del condado de Prades. En los inicios del siglo XIV formaban parte de la delimitación territorial de Tortosa y a principios del siglo XVIII perteneció a Montblanch.

## Economía
Dado que es una población de montaña, la agricultura no ha tenido nunca un papel importante, los cultivos predominantes era la huerta y los árboles fruteros. En épocas anteriores fue la ganadería, especialmente la bovina, la principal fuente de riqueza junto con la explotación de los bosques. Hoy en día no se practica la ganadería en el término municipal. A mediados del siglo XX quedó casi deshabitada. Actualmente es una población dedicada al turismo, con segundas residencias y actividades de hostelería. 

## Demografía
Cuenta con una población de 184 habitantes (INE 2024).
| Gráfica de evolución demográfica de Montreal entre 1842 y 2021 |
| |
| Población de derecho según los censos de población del INE Población de hecho según los censos de población del INEEn este censo se denominaba Mont Real: 1842 En estos censos se denominaba Montreal: 1857, 1860, 1877, 1887, 1897, 1900, 1910, 1920, 1930, 1940, 1950, 1960, 1970 y 1981 Entre el censo de 1857 y el anterior, crece el término del municipio porque incorpora a 435008 (Farena) |

### Núcleos de población
Montreal está formado por seis núcleos o entidades de población. 
Lista de población por entidades:
| Entidad de población | Habitantes (2005) |
| -------------------- | ----------------- |
| Aixàvega, L'         | 14                |
| Bosquet, El          | 24                |
| Cabrera, La          | 3                 |
| Cadeneta, La         | 12                |
| Farena               | 46                |
| Mont-ral             | 81                |
| Fuente: Municat      |                   |

### Evolución demográfica
| 766                        | 382 | 210 | 152 | 182 |
| (Fuente: [cita requerida]) |     |     |     |     |

| Gráfico demográfico de Montreal entre 1717 y 2007           |
| ----------------------------------------------------------- |
|                                                             |
| 1717-1981: población de hecho; 1990- : población de derecho |
| Fuente: Municat                                             |
| Gráfica elaborada por: Wikipedia                            |

## Administración y política
| Periodo   | Nombre                | Partido |
| --------- | --------------------- | ------- |
| 2003-2007 | Pere Venrell Mestrich | CiU     |
| 2007-2011 | Pere Venrell Mestrich | CiU     |

- Fuentes: 2003[6] 2007[2]

### Elecciones municipales de 2007
| Candidatura | Candidatura                                | Votos | %Votos | Concejal |
| ----------- | ------------------------------------------ | ----- | ------ | -------- |
|             | Convergència i Unió (CIU)                  | 66    | 54,10  | 3        |
|             | Esquerra Republicana de Catalunya (ERC-AM) | 48    | 39,34  | 2        |
|             | Partido Popular (PP)                       | 3     | 2,46   | 0        |

### Elecciones municipales de 2003
| Candidatura | Candidatura                                   | Votos | %Votos | Concejal |
| ----------- | --------------------------------------------- | ----- | ------ | -------- |
|             | Convergència i Unió (CIU)                     | 90    | 66,15  | 5        |
|             | Esquerra Republicana de Catalunya (ERC-AM)    | 44    | 32,35  | 0        |
|             | Partit dels Socialistes de Catalunya (PSC-PM) | 16    | 11,76  | 0        |
|             | Partido Popular (PP)                          | 2     | 1,47   | 0        |

## Cultura

### Fiestas
En el término municipal de Montreal se celebran las siguientes fiestas:
- San Pedro, se celebra la festividad de San Pedro el día 29 de junio.
- Fiesta mayor de Montreal, la fiesta mayor se celebra el tercer domingo de agosto.
- Fiesta mayor de Farena, en la localidad de Farena, celebran la fiesta mayor el segundo domingo de septiembre.

## Monumentos y lugares de interés
- En Montreal se conserva la iglesia dedicada a San Pedro de estilo románico aunque fue reformada en el siglo XVIII.
- En los valles de Mont-ral se encuentra el nido del aliga y las fuentes del río Glorieta.
- En Farena se conserva una pequeña iglesia románica del siglo XII dedicada a San Andrés.
- En Aixàvega se conserva una casa señorial que fue una antigua residencia de los condes de Prades.